# Pardosa sutherlandi
Pardosa sutherlandi är en spindelart som först beskrevs av Gravely 1924.  Pardosa sutherlandi ingår i släktet Pardosa och familjen vargspindlar. Inga underarter finns listade i Catalogue of Life.